# یواس‌اس اس-۲۰ (اس‌اس-۱۲۵)
یواس‌اس اس-۲۰ (اس‌اس-۱۲۵) (به انگلیسی: USS S-20 (SS-125)) یک زیردریایی بود که طول آن ۲۲۲ فوت ۵ ۱⁄۲ اینچ (۶۷٫۸۰۵ متر) بود. این زیردریایی در سال ۱۹۲۰ ساخته شد.